# Ronald Romm
Ronald Romm (* 4. Dezember 1946 in New York) ist ein US-amerikanischer Trompeter.
Aufgewachsen in einer Musikerfamilie in Kalifornien sammelte er schon als Zehnjähriger Erfahrungen als Solist, mit 12 war er Mitglied der Familienband „The Romm-Antics“, mit 18 galt er in Los Angeles schon als Senior in der Musikszene.
Er studierte erst an der University of Southern California, die Abschlüsse Bachelor und Master erhielt er in New York an der Juilliard School unter seinem Lehrer William Vacchiano.
1971 trat er dem neu gegründeten Blechbläserquintett Canadian Brass bei, mit welchem er 29 Jahre lang weltweit ca. 4500 Auftritte und 60 Platten- und CD-Aufnahmen absolvierte.
2000 verließ er das Ensemble, seit 2001 ist er Professor für Trompete an der University of Illinois at Urbana-Champaign und Mitglied des Illinois Brass Quintet.
Von 2006 bis 2010 war er wieder Mitglied des „Trumpet Dream Teams“ von Canadian Brass, welches 2010 zugunsten einer festen Besetzung mit zwei Trompetern aufgelöst wurde.